# Ярек Срненскі
Ярек Срненскі (нар. 16 січня 1963) — колишній швейцарський тенісист.
Найвищу одиночну позицію світового рейтингу — 348 місце досяг 29 квітня 1985, парну — 192 місце — 8 грудня 1986 року.

## Титули на челленджерах

### Парний розряд: (1)
| Рік  | Турнір        | Покриття | Партнер  | Суперники                       | Рахунок       |
| ---- | ------------- | -------- | -------- | ------------------------------- | ------------- |
| 1986 | Огун, Нігерія | Тверде   | Тоні Ммо | Жан-Філіпп Флер'ян Тодд Вітскен | 6–7, 6–0, 7–5 |